# Isonychia sicca
Isonychia sicca (лат.) — вид подёнок, из рода Isonychia. Встречается в Центральной Америке и Северной Америке. В Северной Америке его ареал включает юго-восточную Канаду и всю Мексику.